# Англо-русское соглашение (1872—1873)
Англо-русское соглашение 1872—1873 годов или Англо-русское разграничение 1872—1873 годов — международный договор, заключённый в результате переговоров между правительствами Российской и Британской империй в период с октября 1872 года по январь 1873 года, который признавал огромные территории, лежащие между Бухарским и Афганским эмиратами, «буферными» в Средней Азии между двумя сверхдержавами того времени. С формальной стороны, главным образом решался вопрос об «установлении мирных и дружественных отношений между Бухарой и Кабулом» и определение пограничной линии между этими странами.